# Joyce Cooper
 Margaret Joyce Cooper, född 18 april 1909 i Troup, död 22 juli 2002 i Chichester, var en brittisk simmare.
Cooper blev olympisk silvermedaljör på 4 x 100 meter frisim vid sommarspelen 1928 i Amsterdam.